# Kärlekstokig
Kärlekstokig (engelska: Love Crazy) är en amerikansk långfilm från 1941 i regi av Jack Conway, med William Powell, Myrna Loy, Gail Patrick och Jack Carson i rollerna.

## Handling
Makarna Steve (William Powell) och Susan Ireland (Myrna Loy) ska på ett romantiskt vis fira sin fjärde bröllopsdag, när Susans mor Mrs. Cooper (Florence Bates) anländer på besök. Modern gör illa foten och måste stanna över. När hon sedan hör Steves samtal med sin gamla flickvän Isobel (Gail Patrick) drar hon helt fel slutsatser och rapporterar till sin dotter, som nu gör allt för att hämnas på maken och göra honom svartsjuk. Paret går snart med på att skiljas, men Steve kommer på andra tankar; han ser till att spela mentalt sjuk, för i det fallet kan inte skilsmässan gå igenom. Men Susan ser igenom hans bluff och sätter honom på hispan.

## Rollista
| William Powell    | – Steve Ireland           |
| Myrna Loy         | – Susan Ireland           |
| Gail Patrick      | – Isobel Kimble Grayson   |
| Jack Carson       | – Ward Willoughby         |
| Florence Bates    | – Mrs. Cooper             |
| Sidney Blackmer   | – Lawyer George Renny     |
| Sig Ruman         | – Dr. Wuthering           |
| Vladimir Sokoloff | – Dr. David Klugle        |
| Donald MacBride   | – 'Pinky' Grayson         |
| Sara Haden        | – Miss Cecilia Landis     |
| Kathleen Lockhart | – Mrs. Bristol            |
| Fern Emmett       | – Martha - Ireland's Maid |

## Produktion
William Powell och Myrna Loy spelade in 13 filmer tillsammans, därav 6 i den lyckade serien om Den gäckande skuggan. Även om många i biopubliken var övertygade om att de hade ett romantiskt förhållande förblev de bara nära vänner.